# Nikolaj Ogarjov
Nikolaj Platonovitj Ogarjov (ryska: Николай Платонович Огарёв), född 6 december (gamla stilen: 24 november) 1813 i Sankt Petersburg, död 12 juni 1877 i Greenwich, var en rysk skald och politisk emigrant.
Ogarjov tvingades på grund av sitt deltagande i studentoroligheter i Moskva 1831 avbryta universitetsstudierna och förvisades till Penza. Han lämnade Ryssland för alltid 1856 och blev jämte sin vän Aleksandr Herzen ledare av den ryska emigrantrörelsen. På grund av olyckliga familjeförhållanden i ett dubbelt äktenskap och sin stora givmildhet – han skänkte bort större delen av sin stora fäderneärvda förmögenhet i det fåfänga hoppet att därigenom kunna förbättra de ryska böndernas ställning – råkade han själv i stor nöd och dog i fattigdom. Hans diktning uppvisar verkligt poetisk begåvning, trots att den ej hann utveckla sig. Hans lyriska, oftast sorgbundna och elegiska poem har utgetts i många upplagor allt ifrån 1856.

## Utmärkelser
Asteroiden 5158 Ogarev är uppkallad efter honom.